# Monika Warnicka
Monika Warnicka (ur. 24 kwietnia 1969 w Przemyślu) – polska lekkoatletka, płotkarka i sprinterka, wielokrotna mistrzyni Polski.

## Kariera sportowa
Specjalizowała się w biegu na 400 metrów przez płotki, ale sukcesy odnosiła również w biegu na 400 metrów. Na uniwersjadzie w 1991 w Sheffield zdobyła wraz z koleżankami brązowy medal w sztafecie 4 × 400 metrów (sztafeta biegła w składzie: Sylwia Pachut, Agata Sadurska, Barbara Grzywocz i Warnicka).
Startowała na 400 metrów przez płotki na mistrzostwach świata w 1993 w Stuttgarcie, ale odpadła w eliminacjach. Wystąpiła w tej konkurencji na mistrzostwach Europy w 1994 w Helsinkach, ale odpadła w półfinale, a w sztafecie 4 × 400 metrów, która biegła w składzie: Grzywocz, Warnicka, Pachut i Elżbieta Kilińska, zajęła w finale 7. miejsce. Na mistrzostwach świata w 1995 w Göteborgu odpadła w półfinale biegu na 400 m przez płotki.
W Pucharze Europy w 1991 we Frankfurcie zajęła 6. miejsce na 400 m przez płotki, a w Pucharze Europy w 1993 w Rzymie była 5. na 400 m przez płotki i 7. w sztafecie 4 × 400 metrów.
Mistrzyni Polski w biegu na 400 metrów przez płotki w latach 1991, 1992, 1994, 1995, 1996 i 1997 oraz w sztafecie 4 × 400 metrów w 1989, 1990 i 1997, wicemistrzyni w biegu na 400 metrów przez płotki w 1993 i w sztafecie 4 × 400 metrów w 1995 i 1996 oraz brązowa medalistka w biegu na 400 metrów przez płotki w 1989. Zdobyła również mistrzostwo Polski w hali na 400 metrów w 1993, 1994, 1995, 1996 i 1998 oraz wicemistrzostwo w 1992.
Rekordy życiowe:
| Konkurencja                     | Data i miejsce             | Wynik |
| ------------------------------- | -------------------------- | ----- |
| bieg na 200 metrów              | 4 lipca 1992, Kraków       | 24,30 |
| bieg na 400 metrów              | 10 czerwca 1993, Białystok | 53,34 |
| bieg na 400 metrów przez płotki | 26 czerwca 1993, Rzym      | 55,82 |

Była zawodniczką AZS-AWF Wrocław.

## Sukcesy sportowe

### Mistrzostwa świata
| Miejsce | Dzień       | Rok  | Miejscowość | Konkurencja       | Czas biegu | Strata | Zwycięzca     |
| ------- | ----------- | ---- | ----------- | ----------------- | ---------- | ------ | ------------- |
| 26.     | 16 sierpnia | 1993 | Stuttgart   | bieg na 400 m ppł | 57,38 s    | -      | Sally Gunnell |
| 9.      | 9 sierpnia  | 1995 | Göteborg    | bieg na 400 m ppł | 56,88 s    | -      | Kim Batten    |

### Mistrzostwa Europy
| Miejsce | Dzień       | Rok  | Miejscowość | Konkurencja        | Czas biegu  | Strata   | Zwycięzca     |
| ------- | ----------- | ---- | ----------- | ------------------ | ----------- | -------- | ------------- |
| 14.     | 10 sierpnia | 1994 | Helsinki    | bieg na 400 m ppł  | 56,70 s     | -        | Sally Gunnell |
| 7.      | 14 sierpnia | 1994 | Helsinki    | sztafeta 4 × 400 m | 3:29,75 min | + 7,41 s | Francja       |